# Trionfo di Flora
Trionfo di Flora, o anche Impero di Flora, è un dipinto realizzato da Giambattista Tiepolo nel 1743 e conservato nella pinacoteca del De Young Memorial Museum di San Francisco.

## Storia
Il dipinto fu commissionato nel 1743 da Francesco Algarotti che ne fece dono al conte Heinrich von Brühl insieme a un altro quadro di Tiepolo, Mecenate offre le belle arti all'imperatore Augusto. L'anno successivo fu spedito con altri lavori a Dresda per essere acquistato da Augusto III di Polonia.
L'opera subì passaggi di proprietà piuttosto complessi. Il dipinto infatti non lasciò entusiasta von Brühl, che lo vendette al suo segretario, il barone Heinecken, dal quale fu ulteriormente rivenduto.
Trionfo di Flora è attualmente conservato nel Fine Arts Museums of San Francisco, dopo aver fatto parte della collezione di Samuel Henry Kress di New York.

## Descrizione
Il dipinto è autografato dall'artista e ha una raffinatezza quasi francesizzante, conseguenza forse dell'influenza del veneziano Algarotti che amava.